# كامبيز حسيني
كامبيز حسيني (بالفارسية: کامبیز حسینی) (و. 1975 – م) هو ممثل، وصحفي، وكاتب مسرحي من إيران . ولد في رشت .

## التعليم
تعلم في جامعة آزاد الإسلامية فرع طهران المركزي ‏

## روابط خارجية
- كامبيز حسيني على موقع IMDb (الإنجليزية)